# Joseph Paintsil
Joseph Paintsil (sinh 1 tháng 2 năm 1998) là một cầu thủ bóng đá Ghana thi đấu cho câu lạc bộ LA Galaxy và Đội tuyển bóng đá quốc gia Ghana ở vị trí tiền vệ.

## Thống kê sự nghiệp
Tính đến 24 tháng 3 năm 2024
| Câu lạc bộ            | Mùa giải            | Giải đấu             | Giải đấu | Giải đấu | Cúp quốc gia | Cúp quốc gia | Châu lục | Châu lục | Khác | Khác | Tổng cộng | Tổng cộng |
| Câu lạc bộ            | Mùa giải            | Hạng đấu             | Trận     | Bàn      | Trận         | Bàn          | Trận     | Bàn      | Trận | Bàn  | Trận      | Bàn       |
| --------------------- | ------------------- | -------------------- | -------- | -------- | ------------ | ------------ | -------- | -------- | ---- | ---- | --------- | --------- |
| Tema Youth            | 2017                | Ghana Premier League | 22       | 10       | 2            | 0            | –        | –        | –    | –    | 24        | 10        |
| Ferencváros (mượn)    | 2017–18             | Nemzeti Bajnokság I  | 25       | 10       | 0            | 0            | 0        | 0        | –    | –    | 25        | 10        |
| Genk                  | 2018–19             | Belgian Pro League   | 25       | 3        | 3            | 0            | 9        | 2        | –    | –    | 37        | 5         |
| Genk                  | 2019–20             | Belgian Pro League   | 18       | 1        | 2            | 0            | 3        | 0        | 0    | 0    | 23        | 1         |
| Genk                  | 2021–22             | Belgian Pro League   | 28       | 3        | 2            | 3            | 5        | 1        | 1    | 0    | 36        | 7         |
| Genk                  | 2022–23             | Belgian Pro League   | 36       | 17       | 3            | 1            | –        | –        | –    | –    | 39        | 18        |
| Genk                  | 2023–24             | Belgian Pro League   | 23       | 6        | 1            | 0            | 9        | 3        | –    | –    | 33        | 9         |
| Genk                  | Tổng cộng           | Tổng cộng            | 130      | 30       | 11           | 4            | 26       | 6        | 1    | 0    | 167       | 40        |
| MKE Ankaragücü (mượn) | 2020–21             | Süper Lig            | 33       | 11       | 0            | 0            | –        | –        | –    | –    | 33        | 11        |
| LA Galaxy             | 2024                | MLS                  | 29       | 10       | 0            | 0            | –        | –        | 0    | 0    | 29        | 10        |
| Tổng cộng sự nghiệp   | Tổng cộng sự nghiệp | Tổng cộng sự nghiệp  | 215      | 63       | 13           | 4            | 26       | 6        | 1    | 0    | 262       | 73        |

1. ↑  Bao gồm Ghanaian FA Cup, Belgian Cup
2. ↑  Số lần ra sân tại UEFA Europa League
3. ↑  Số lần ra sân tại UEFA Champions League
4. ↑  Một lần ra sân tại UEFA Champions League, bốn lần ra sân và một bàn thắng tại UEFA Europa League
5. ↑  Ra sân tại Belgian Super Cup
6. ↑  Hai lần ra sân tại UEFA Champions League, hai lần ra sân và một bàn thắng tại UEFA Europa League, năm lần ra sân và hai bàn thắng tại UEFA Europa Conference League